# Magawa
Pour l’article homonyme, voir Magawa (cricétome).
Magawa est un village situé dans la Région de l'Extrême-Nord du Cameroun, dans le département du Diamaré et la commune de Meri. Il dépend du canton de Godola.

## Localisation
Magawa est localisé à 10°46‘8"N et 14°19‘0"E et se trouve à 402 mètres d'altitude. Les villes les plus proches sont Makarba (1,69 km) et Tazawa (1,77 km).

## Population
La population de Magawa s'élevait, lors du dernier recensement de 2005, à 934 habitants avec 458 de sexe masculin (49,04 %) et 476 de sexe féminin (50,96 %). Cette population représente 1,07 % de la population de la commune de Meri.

## Économie

### Éducation
Magawa a trois écoles publiques depuis 1986. L’état général des bâtiments est jugé passable, avec l’existence notée de point d’eau et de latrines, mais pas de clôture, ni de réseau d’assainissement, ni de système de reboisement.

### Élevage
Magawa est répertorié parmi les principaux producteurs de bovins dans la commune de Meri avec les races White Foulani, Métisse et Zébus Bororo. Le plan de développement communal prévoit la construction d’un bain détiqueur et la construction et l’équipement d’un centre zootechnique vétérinaire et celle de forages pastoraux.

### Initiatives de développement
La localité de Magawa est classée 18e dans l’ordre de financement du plan communal. Plusieurs projets sont prévus dans les domaines de l’éducation, de l’assainissement et de la santé. Les projets prioritaires listés dans le plan de développement communal sont, entre autres : la réalisation d’un forage MH, la construction du Centre de santé, l’ouverture de l’axe routier Magawa-Houloum, le plaidoyer pour la création et l’ouverture d’une école maternelle, l’appui pour la construction d’un abri et l’achat d’un moulin à céréales.